# Pervomaiski (Novopokróvskaya, Krasnodar)
Pervomaiski (del ruso: Первомайский) es un posiólok del raión de Novopokróvskaya del krai de Krasnodar, en Rusia. Está situado a orillas del arroyo Babicheva, afluente por la derecha del río Yeya, 37 km al noroeste de Novopokróvskaya y 169 km al nordeste de Krasnodar, la capital del krai. Tenía 447 habitantes en 2010.
Pertenece al municipio Nezamayevskoye.